# Zjednoczenie Chrześcijańskich Związków Zawodowych
Zjednoczenie Chrześcijańskich Związków Zawodowych, także Centrala Chrześcijańskich Związków Zawodowych na Województwo Śląskie, Zagłębie Dąbrowskie i Krakowskie – regionalne zjednoczenie chrześcijańskich organizacji związkowych ukonstytuowane w Katowicach w 1923.
Po powstaniach śląskich i przyłączeniu do Macierzy części ziem Górnego Śląska, powstała w Katowicach w 1923 roku Centrala Chrześcijańskich Związków Zawodowych na Województwo Śląskie. Zrzeszała związki zawodowe o charakterze chrześcijańsko-demokratycznym. W 1927 do centrali weszły również związki zawodowe Galicji, z Poznańskiego i Pomorza. W 1929 roku nastąpił rozłam na frakcje prosanacyjną i związaną z chrześcijańską demokracją. W 1930 roku Centrala Chrześcijańskich Związków Zawodowych przyłączona została do Chrześcijańskiego Zjednoczenia Zawodowego Rzeczypospolitej Polskiej.